# سد کسبال
سد کسبال (به اسپانیایی: Central hidroeléctrica Xacbal) یک سد خاکی در گواتمالا است که در Chajul (El Quiché) واقع شده‌است.